# گمینا زابور
گمینا زابور (به لهستانی:  Gmina Zabór) یک گمینا در لهستان است که در شهرستان ژیلونا گورا واقع شده‌است.
 گمینا زابور ۹۳٫۳۴ کیلومتر مربع مساحت و ۳٬۵۴۹ نفر جمعیت دارد.